# Dunbeg Fort

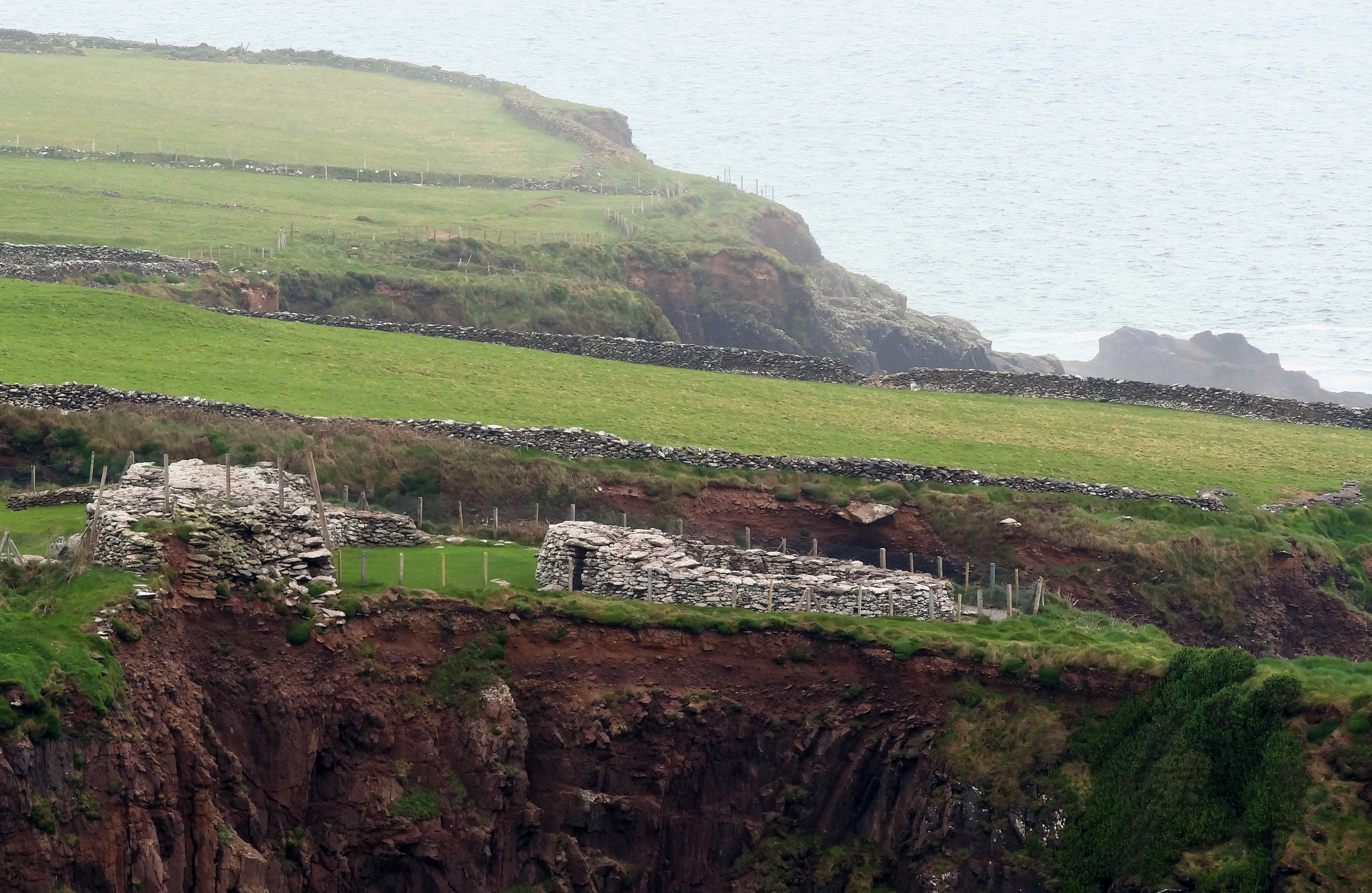
Gesamtansicht (2012)

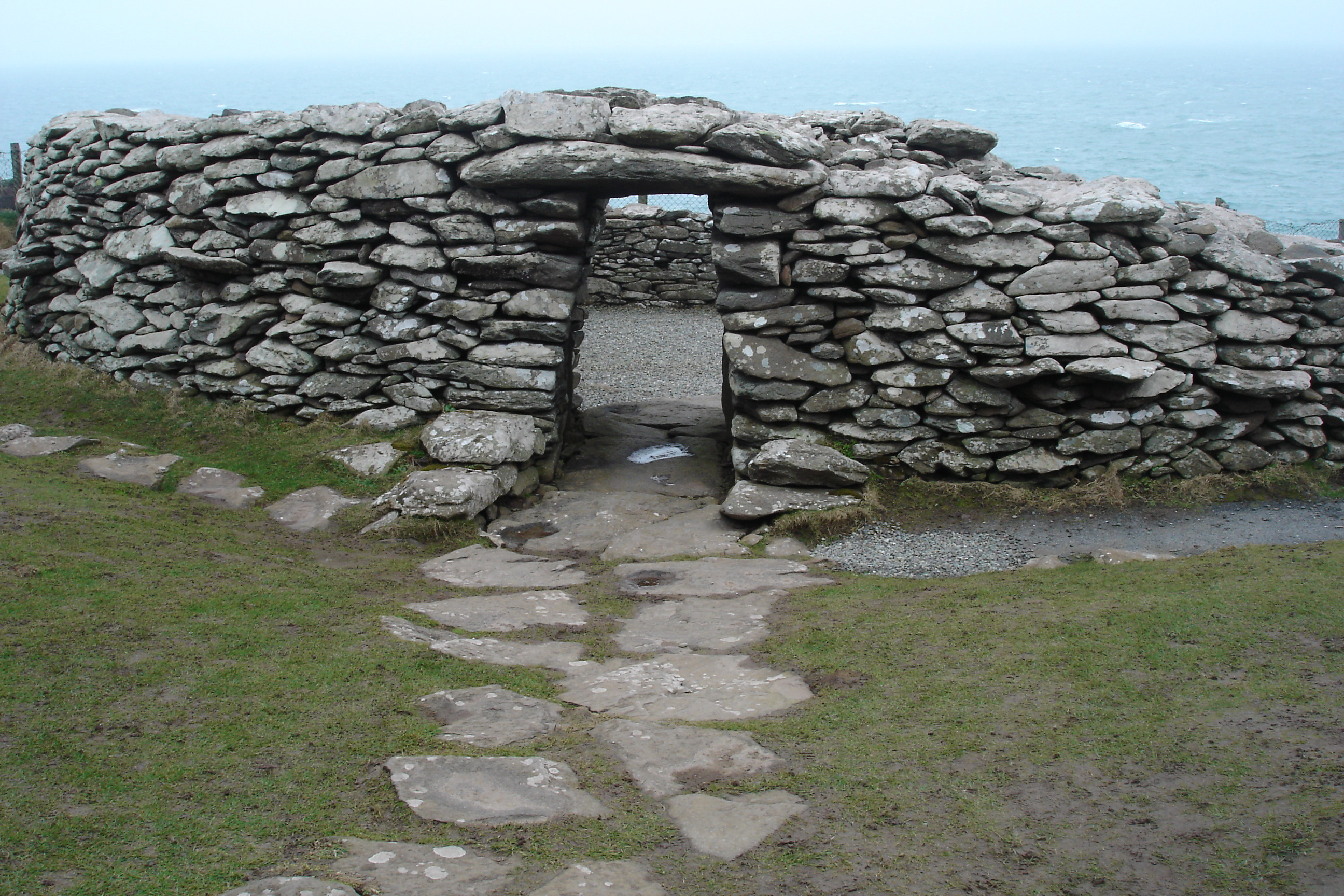
Zugang (2007)

Dunbeg Fort (irisch An Dún Beag – „das kleine Dun“) im County Kerry in Irland ist ein eisenzeitliches Dun, das bis ins Mittelalter genutzt wurde und in Art eines Promontory Forts hinter einer Abtrennung aus vier, nach T. B. Barry, sukzessive entstandenen Erdwällen und fünf Gräben auf einer Landzunge der Dingle-Halbinsel liegt. Es ist ein irisches Nationalmonument.
Die Steilküste bei der Ortschaft Fahan weist hier einen felsigen Vorsprung auf, dieser liegt direkt an der R 559, der „Slea Head Road“. 
Dunbeg gilt als Teil der Gruppe von Bienenkorbhütten im nahen Fahan. Das einst runde Dun, aus Trockenmauerwerk errichtet, ist teilweise der Erosion zum Opfer gefallen. Die innen stufenförmige Mauer ist streckenweise noch sechs Meter dick und etwa drei Meter hoch. Zu beiden Seiten des Eingangs gibt es kleine Räume innerhalb der Mauer und der Zugang hat seitliche Löcher, in die ein Holzbalken eingefügt werden konnte, um eine Tür zu stützen. Im Durchgang befindet sich bodennah ein so genanntes „Doghole“. Der Zugang ist mit einem Türsturz versehen, den Macalister 1898 für den bemerkenswertesten in Irland hielt. 
Innerhalb des Duns befinden sich die Reste eines innen rechteckigen und außen runden Hauses, eine Form, die auch die kleineren Clochain im Kloster von Skellig Michael besitzen und die beim Clochán na Carraige auf der Aran-Insel Inishmore vorliegt. Das Gebiet hinter dem Sperrwerk ist relativ fundarm.
Ein mit großen Platten gedecktes 16,5 m langes Souterrain führt aus dem Inneren nahe an den äußeren Wall.
Anlagen gleichen Namens finden sich in Irland (z. B. in Killard County Clare, in Nordirland Ballynahinch County Down) und bei Oban in Schottland.
Im Januar 2018 wurden große Teile des Forts durch einen Sturm mit anschließendem Hangrutsch zerstört. Das Gelände ist seitdem nicht mehr zugänglich (Stand April 2019).